# Al Fayyum (guvernement)
al-Fayyum er et guvernement i den nordlige del af Egypten, 130 km sydvest for Kairo.
Navnet Fayyum kommer fra det koptiske ord for sø og henviser til Moeris-søen i området.
Fayyum-portrætterne eller mumieportrætterne er den moderne betegnelse på en form for realistisk malede portrætter på træ, fæstet til mumiesarkofager fra græsk-romersk Egypten. De tilhører en af de højest ansete form for kunst i den klassiske verden. Mumieportrætter er fundet overalt i Egypten, men er specielt almindelige i Faiyum-oasen; Faktisk er Fayyum-portræterne de eneste malerier fra denne tradition som i større antal er blevet bevaret for eftertiden.

## Eksterne kilder og henvisninger
1. ↑  Areal og befolkning

- Om Al Fayyum

- Wikimedia Commons har flere filer relateret til Al Fayyum (guvernement)

29°21′N 30°44′Ø / 29.350°N 30.733°Ø